# Ctenicera kaweana
Ctenicera kaweana là một loài bọ cánh cứng trong họ Elateridae. Loài này được Fall miêu tả khoa học năm 1937.